# Stød
Cette page se comprend mieux après la lecture de Prononciation du danois.

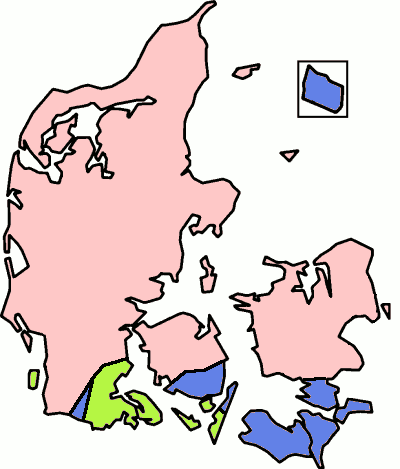
Distribution du stød selon les dialectes danois. En rose est l'usage du stød standard. En vert est l'usage de tons différents, comme en suédois et en norvégien. En bleu est l'absence de tons et stød, comme en islandais, en allemand et en anglais.

Le stød (ou ton de stød), prononcé [ˈsd̥øð] en danois, est une unité suprasegmentale de phonologie du danois, qui se manifeste souvent en forme de voix craquée ou de laryngalisation et parfois comme un coup de glotte, surtout dans la prononciation emphatique. À noter que le stød n'est indiqué par aucun accent ou signe diacritique en danois.
Quelques dialectes danois du sud réalisent le stød d'une manière semblable aux accents tonaux des mots norvégiens et suédois, et dans l'île de Seeland, on le réalise souvent comme un coup de glotte. Un coup de glotte distinct, le vestjysk stød, est également présent dans l'ouest du Jutland.